# Pachycondyla caffraria
Pachycondyla caffraria är en myrart som först beskrevs av Smith 1858.  Pachycondyla caffraria ingår i släktet Pachycondyla och familjen myror.

## Underarter
Arten delas in i följande underarter:
- P. c. affinis
- P. c. caffra
- P. c. caffraria

## Bildgalleri